# Publicidad de guerrilla
La publicidad de guerrilla es un conjunto de estrategias y técnicas, ejecutadas por medios no convencionales, y que consiguen su objetivo mediante el ingenio y la creatividad, en vez de mediante una alta inversión en espacios publicitarios. Con su primera puesta en práctica en 1984 por Jay Conrad Levinson, esta estrategia de marketing destinada para empresas de tamaño pequeño o mediano caracteriza por el uso de acciones publicitarias fáciles de desarrollar, simples y económicas de gran alcance. Al no ser publicidad convencional permiten llegar al grupo objetivo de una forma diferente.
Inicialmente lo que más se utilizaba en este tipo de marketing era una publicidad de guerrilla mediante estarcidos (stencils) o grafitis. Posteriormente se han ido empleando otros medios como carteles, páginas web, actores, acciones repentinas de grupos de gente (flashmobs), o correos electrónicos.
Este marketing se suele usar por parte de pequeñas empresas. Se basa en emplear la creatividad, utilizando medios, espacios, situaciones del día a día o elementos del entorno y transformándolos en una experiencia que sorprenda y quede en la memoria. En relación con el marketing tradicional, altera aspectos importantes como el uso que se hace de él, los espacios empleados, los costos y el contacto directo con el consumidor final.
Podemos determinar la efectividad de la publicidad  al igual que el marketing tradicional, por ejemplo midiendo el crecimiento que se adquiera en las ventas y las referencias de clientes a las acciones específicas.
Recordando que el marketing es totalmente diferente a la publicacidad ya que está última le da color a la estrategia y es la que genera el gran impacto ante un público.

## Características
- Uso de creatividad y medios no convencionales
- Creación de una relación nueva con el consumidor.
- El efecto debe basarse en la psicología humana, no en las características técnicas del producto.
- Se puede combinar con herramientas de la mercadotecnia tradicional (análisis de mercado, conocimiento de la competencia, estrategias)
- También se puede emplear tecnología para multiplicar el efecto (mercadotecnia en internet).

## Técnicas
Dentro del concepto general de publicidad de guerrilla, se pueden emplear diversas técnicas:
- Ambient media (comunicación ambiental): utilizar elementos cotidianos a los que se agrega el mensaje relacionado con el producto. Es muy visual, y por lo tanto debe causar gran impacto.
- Ambush marketing (mercadotecnia de emboscada): realizar publicidad indirectamente, en un evento que no se patrocina y por tanto la marca no tiene derechos publicitarios en él.
- Stealth marketing (mercadotecnia sigilosa): acto deliberado de entrar, que operan en, o salir de un mercado de una manera furtiva, reservada o imperceptible, o un intento de hacerlo. Las personas se involucran con el producto sin saber que forman parte de la publicidad de la campaña. Esto se debe hacer con mucho cuidado porque si los participantes se vuelven conscientes de la campaña, esto tendría un efecto negativo en la marca. Hay dudas éticas sobre su utilización.
- Buzz: microsites que se pueden incluir fácilmente en blogs.
- Publicidad de calle: según Marcel Saucet y Bernard Cova, se puede utilizar la locución «publicidad callejera» como un término general, que incluye:
  - Distribución de volantes o productos.
  - Animación de productos.
  - Animaciones humanas.
  - Shows de tráfico.
  - Acciones al descubierto: estas actividades incluyen la personalización de los elementos de la calle
  - Acciones de eventos. Los Flash mobs consisten en reunir a un grupo de personas por medio de Internet o teléfonos móviles, llegando a una acción concreta de tipo persuasiva.
- Mercadotecnia viral: Realizar una acción (como un video o una web) que se pueda difundir por Internet, permitiendo que se corra la voz entre los propios consumidores.